# Odžak (ort i Bosnien och Hercegovina, Federationen Bosnien och Hercegovina, lat 43,86, long 16,80)
Odžak är en ort i Bosnien och Hercegovina.   Den ligger i entiteten Federationen Bosnien och Hercegovina, i den sydvästra delen av landet, 120 km väster om huvudstaden Sarajevo. Odžak ligger 713 meter över havet och antalet invånare är 631.
Terrängen runt Odžak är varierad. Närmaste större samhälle är Orguz, 10,4 km sydost om Odžak. 
Trakten runt Odžak består till största delen av jordbruksmark. Runt Odžak är det ganska tätbefolkat, med 93 invånare per kvadratkilometer.